# Grand Prix Passing Shot
Grand Prix Passing Shot — профессиональный мужской теннисный турнир, проводившийся под эгидой ATP в период с 1979 по 1995 год. Соревнование проводилось в начале осени в Бордо.

## Общая информация
Аквитанский приз организован накануне сезона-1979, как часть грунтовой серии мужского тура Гран-при. В 1990 году соревнование вошло в календарь только что образованного основного тура ATP, а через год организаторы сменили покрытие игровых кортов, предложив теннисистам соревноваться на харде.
Накануне сезона-1996 по финансовым соображениям в Бордо отказались от проведения у себя соревнований подобного уровня; свободную лицензию выкупила группа инвесторов из британского Борнмута. Мужской теннис, однако, через некоторое время вернулся в Аквитанию: в 2008 году в Бордо был создан приз серии ATP Challenger.

### Победители и финалисты
Самым титулованным теннисистом в истории аквитанского соревнования является француз Ги Форже: он выиграл на местных кортах четыре титула, став единственным спортсменом, выигравшим на местных кортах сразу два одиночных титула. В 1991 году Форже стал абсолютным чемпионом данного соревнования. Кроме Ги дважды парный турнир в Бордо выигрывали ещё четыре теннисиста: эквадорец Андрес Гомес и три испанца — Томас Карбонелл, Эмилио Санчес и Серхио Касаль.
Всего один раз в истории соревнования был сыгран мононациональный финал: два француза разыграли одиночный финал 1991 года.

## Финалы разных лет

### Одиночный разряд
| Год  | Чемпион            | Финалист             | Счёт в финале       |
| ---- | ------------------ | -------------------- | ------------------- |
| 1995 | Яхья Думбия        | Якоб Гласек          | 6-4 6-4             |
| 1994 | Уэйн Феррейра      | Джефф Таранго        | 6-0 7-5             |
| 1993 | Серхи Бругера      | Диего Наргизо        | 7-5 6-2             |
| 1992 | Андрей Медведев    | Серхи Бругера        | 6-3 1-6 6-2         |
| 1991 | Ги Форже (2)       | Оливье Делатр        | 6-1 6-3             |
| 1990 | Ги Форже           | Горан Иванишевич     | 6-4 6-3             |
| 1989 | Иван Лендл         | Эмилио Санчес        | 6-2 6-2             |
| 1988 | Томас Мустер       | Рональд Аженор       | 6-3 6-3             |
| 1987 | Эмилио Санчес      | Рональд Аженор       | 5-7 6-4 6-4         |
| 1986 | Паоло Кане         | Кент Карлссон        | 6-4 1-6 7-5         |
| 1985 | Диего Перес        | Джимми Браун         | 6-4 7-6             |
| 1984 | Хосе Игерас        | Франческо Канчелотти | 7-6 6-1             |
| 1983 | Пабло Аррая        | Хуан Агилера         | 7-5 7-5             |
| 1982 | Ханс Гильдемайстер | Пабло Аррая          | 7-5 6-1             |
| 1981 | Андрес Гомес       | Тьерри Тулан         | 7-6 7-6 6-1         |
| 1980 | Марио Мартинес     | Джанни Оклеппо       | 6-0 7-5 7-5         |
| 1979 | Янник Ноа          | Харольд Соломон      | 6-0 6-7 6-1 1-6 6-4 |

### Парный разряд
| Год  | Чемпионы                              | Финалисты                       | Счёт финала |
| ---- | ------------------------------------- | ------------------------------- | ----------- |
| 1995 | Саша Хиршзон Горан Иванишевич         | Хенрик Холм Дэнни Сэпсфорд      | 6-3 6-4     |
| 1994 | Оливье Делатр Ги Форже (2)            | Диего Наргизо Гийом Рау         | 6-2 2-6 7-5 |
| 1993 | Пабло Альбано Хавьер Франа            | Дэвид Адамс Андрей Ольховский   | 7-6 4-6 6-3 |
| 1992 | Серхио Касаль (2) Эмилио Санчес (2)   | Арно Бёч Ги Форже               | 6-1 6-4     |
| 1991 | Арно Бёч Ги Форже                     | Патрик Кюнен Александр Мронц    | 6-2 6-2     |
| 1990 | Томас Карбонелл (2) Либор Пимек       | Мансур Бахрами Янник Ноа        | 6-3 6-7 6-2 |
| 1989 | Томас Карбонелл Карлос ди Лаура       | Агустин Морено Хайме Исага      | 6-4 6-4     |
| 1988 | Йоаким Нюстрём Клаудио Панатта        | Кристиан Миниусси Диего Наргизо | 6-1 6-4     |
| 1987 | Серхио Касаль Эмилио Санчес           | Даррен Кэхилл Марк Вудфорд      | 6-3 6-3     |
| 1986 | Хорди Арресе Давид де Мигель-Лапьедра | Рональд Аженор Мансур Бахрами   | 7-5 6-4     |
| 1985 | Дэвид Фельгейт Стив Шо                | Либор Пимек Блейн Уилленборг    | 6-4 5-7 6-4 |
| 1984 | Павел Сложил Блейн Уилленборг         | Лоик Курто Ги Форже             | 6-1 6-4     |
| 1983 | Стефан Симонссон Магнус Тидеман       | Франсиско Юнис Хуан Карлос Юнис | 6-4 6-2     |
| 1982 | Ханс Гильдемайстер Андрес Гомес (2)   | Андерс Яррид Ханс Симонссон     | 6-4 6-2     |
| 1981 | Андрес Гомес Белус Пражу              | Джим Гарфейн Андерс Яррид       | 7-5 6-3     |
| 1980 | Джон Фивер Жиль Мореттон              | Джанни Оклеппо Рикардо Икаса    | 6-3 6-2     |
| 1979 | Патрис Домингес Денис Наэжлан         | Бернар Фритц Иван Молина        | 6-4 6-4     |